# Konstantin Koetsjajev
Konstantin Vitaljevitsj Koetsjajev (Russisch: Константин Витальевич Кучаев, Rjazan, 18 maart 1998) is een Russisch voetballer die doorgaans speelt als middenvelder. In juli 2024 verruilde hij Pari NN voor FK Rostov. Koetsjajev maakte in 2020 zijn debuut in het Russisch voetbalelftal.

## Clubcarrière
Koetsjajev speelde in de jeugd van CSKA Moskou en brak op 2 april 2017 door toen hij mee mocht spelen in de competitiewedstrijd tegen Krylja Sovetov Samara (2–1 winst). Aleksandr Golovin en Bibras Natkho scoorden voor CSKA en Cristian Pasquato tekende voor het tegendoelpunt. Van coach Viktor Goncharenko mocht hij vijf minuten voor het einde van de wedstrijd invallen voor Golovin. Zijn eerste doelpunt als profvoetballer volgde op 27 september 2017, toen hij in de Champions League tegen Manchester United in de zesentachtigste minuut inviel voor Vitinho. Op dat moment stond United met 0–4 voor door twee treffers van Romelu Lukaku en een van zowel Anthony Martial en Henrich Mchitarjan. In de blessuretijd maakte Koetsjajev een tegentreffer op aangeven van Golovin. In januari 2022 werd de middenvelder voor een half seizoen op huurbasis gestald bij Roebin Kazan. Koetsjajev verliet CSKA definitief in februari 2024, toen hij transfervrij verkaste naar Pari NN. In juli van datzelfde jaar nam FK Rostov hem over.

## Clubstatistieken
| Seizoen | Club           | Competitie   | Competitie | Competitie | Beker | Beker | Internationaal | Internationaal | Totaal | Totaal |
| Seizoen | Club           | Competitie   | Wed.       | Dlp.       | Wed.  | Dlp.  | Wed.           | Dlp.           | Wed.   | Dlp.   |
| ------- | -------------- | ------------ | ---------- | ---------- | ----- | ----- | -------------- | -------------- | ------ | ------ |
| 2016/17 | CSKA Moskou    | Premjer-Liga | 2          | 0          | 0     | 0     | 0              | 0              | 2      | 0      |
| 2017/18 | CSKA Moskou    | Premjer-Liga | 21         | 0          | 1     | 0     | 12             | 1              | 34     | 1      |
| 2018/19 | CSKA Moskou    | Premjer-Liga | 3          | 0          | 0     | 0     | 2              | 0              | 5      | 0      |
| 2019/20 | CSKA Moskou    | Premjer-Liga | 25         | 0          | 3     | 0     | 6              | 0              | 34     | 0      |
| 2020/21 | CSKA Moskou    | Premjer-Liga | 21         | 6          | 0     | 0     | 4              | 0              | 25     | 6      |
| 2021/22 | CSKA Moskou    | Premjer-Liga | 13         | 0          | 2     | 1     | —              | —              | 15     | 1      |
| 2021/22 | → Roebin Kazan | Premjer-Liga | 9          | 1          | 1     | 0     | —              | —              | 10     | 1      |
| 2022/23 | CSKA Moskou    | Premjer-Liga | 14         | 2          | 8     | 1     | —              | —              | 22     | 3      |
| 2023/24 | CSKA Moskou    | Premjer-Liga | 12         | 0          | 3     | 0     | —              | —              | 15     | 0      |
| 2023/24 | Pari NN        | Premjer-Liga | 9          | 0          | 2     | 0     | —              | —              | 11     | 0      |
| 2024/25 | FK Rostov      | Premjer-Liga | 21         | 1          | 11    | 1     | —              | —              | 32     | 2      |
| Totaal  | Totaal         | Totaal       | 150        | 10         | 31    | 3     | 24             | 1              | 205    | 14     |

Bijgewerkt op 23 juni 2025.

## Interlandcarrière
Koetsjajev maakte zijn debuut in het Russisch voetbalelftal op 12 november 2020, toen met 0–0 gelijkgespeeld werd tegen Moldavië. Hij mocht van bondscoach Stanislav Tsjertsjesov in de rust invallen voor Aleksej Ionov. De andere debutanten dit duel waren Igor Divejev en Ivan Obljakov (beiden eveneens CSKA Moskou).
| Interlands van Konstantin Koetsjajev voor Rusland | Interlands van Konstantin Koetsjajev voor Rusland | Interlands van Konstantin Koetsjajev voor Rusland | Interlands van Konstantin Koetsjajev voor Rusland | Interlands van Konstantin Koetsjajev voor Rusland | Interlands van Konstantin Koetsjajev voor Rusland | Interlands van Konstantin Koetsjajev voor Rusland |
| №                                                 | Datum                                             | Wedstrijd                                         | Uitslag                                           | Competitie                                        | Goals                                             |                                                   |
| Als speler bij CSKA Moskou                        | Als speler bij CSKA Moskou                        | Als speler bij CSKA Moskou                        | Als speler bij CSKA Moskou                        | Als speler bij CSKA Moskou                        | Als speler bij CSKA Moskou                        | Als speler bij CSKA Moskou                        |
| ------------------------------------------------- | ------------------------------------------------- | ------------------------------------------------- | ------------------------------------------------- | ------------------------------------------------- | ------------------------------------------------- | ------------------------------------------------- |
| 1                                                 | 12 november 2020                                  | Moldavië – Rusland                                | 0 – 0                                             | Vriendschappelijk                                 |                                                   |                                                   |

Bijgewerkt op 23 juni 2025.